# Švýcarská biskupská konference
Švýcarská biskupská konference ((německy) Schweizer Bischofskonferenz (SBK), (francouzsky) Conférence des évêques suisses,  (italsky) Conferenza dei vescovi svizzeri) je koordinační orgán katolických biskupů ve Švýcarsku a jeho členy jsou: šest diecézních biskupů Švýcarska, všichni pomocní biskupové v jejich diecézích a oba opati územních opatství ve Švýcarsku. Schází se obvykle čtyřkrát do roka, je členem Rady evropských biskupských konferencí. Jde o nejstarší biskupskou konferenci na světě, byla založena již roku 1863. 

## Seznam předsedů švýcarské biskupské konference
- 1863–1875 Pierre-François de Preux, biskup sionský
- 1876–1879 Etienne Marilley, biskup lausannský
- 1880–1881 Karl Johann Greith, biskup svatohavelský
- 1882–1886 Eugène Lachat, biskup basilejský
- 1887–1890 Gaspard Mermillod, biskup lausannsko-ženevský
- 1891–1894 Adrien Jardinier, biskup sionský
- 1895–1905 Augustin Egger, biskup svatohavelský
- 1906–1911 Johannes Fidelis Battaglia, biskup churský
- 1912–1918 Jules-Maurice Abbet, biskup sionský
- 1918–1924 Jakob Stammler, biskup basilejsko-luganský
- 1925–1931 Georg Schmid von Grüneck, biskup churský
- 1932–1933 Aurelio Bacciarini, apoštolský administrátor diecéze Lugano
- 1935–1952 Viktor Bieler, biskup sionský
- 1952–1967 Angelo Jelmini, apoštolský administrátor diecéze Lugano
- 1967–1970 Johannes Vonderach, biskup churský
- 1970–1976 François-Nestor Adam, biskup sionský
- 1976–1977 Anton Hänggi, biskup basilejský
- 1977–1979 Pierre Mamie, biskup lausannsko-ženevsko-fribourský
- 1980–1982 Otmar Mäder, biskup svatohavelský
- 1983–1988 Henri Schwery, biskup sionský
- 1989–1991 Joseph Candolfi, světící biskup basilejský - neobvyklá situace, kterou kritizoval Svatý stolec
- 1992–1994 Pierre Mamie, biskup lausannsko-ženevsko-fribourský (podruhé)
- 1995–1997 Henri Salina opat v Saint Maurice d'Agaune
- 1998–2006 Amédée Grab OSB, biskup churský
- 2007–2009 Kurt Koch, biskup basilejský
- 2010–2012 Norbert Brunner, biskup sionský
- 2013–2015 Markus Büchel, biskup svatohavelský
- 2016–2018 Charles Morerod, biskup lausannsko-ženevsko-fribourský
- 2019- Felix Gmür, biskup basilejský